# 伊希約洛郡

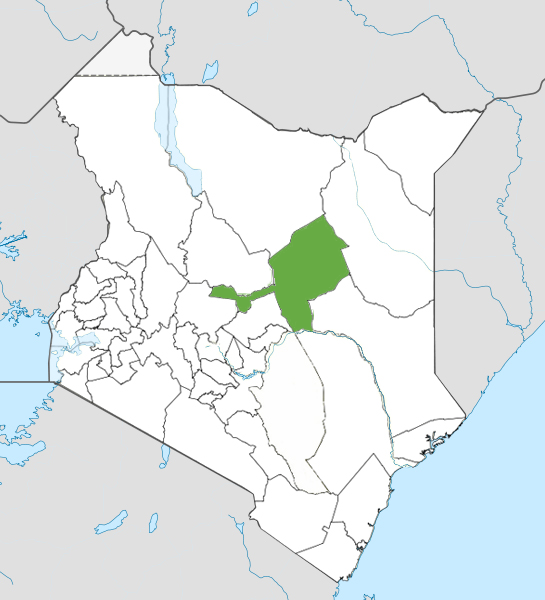

伊希約洛郡，是肯尼亞的一個郡，位於該國東部，由東部省負責管轄，首府設於伊西奧洛，始建於2013年3月4日，面積25,336平方公里，2009年人口143,294，人口密度每平方公里5.66人。